# Ödsmålsbron
Ödsmålsbron är en motorvägsbro längs med E6, mellan Stenungsund och Ljungskile. Detta är en del av den viktiga motorvägen mellan Oslo och Köpenhamn via Göteborg.
Den är 386 m lång och 48 m hög. Den invigdes 1991 i samband med att motorvägen Stora Höga-Ljungskile invigdes. Egentligen är det två parallella broar, en för vardera riktning. Under bron går bland annat Bohusbanan och Länsväg O 656.